# Elaphoglossum clewellianum
Elaphoglossum clewellianum är en träjonväxtart som beskrevs av John T. Mickel och Joseph M. Beitel.
Elaphoglossum clewellianum ingår i släktet Elaphoglossum och familjen Dryopteridaceae. Inga underarter finns listade i Catalogue of Life.